# Voynich (krater)
Voynich är en nedslagskrater med en diameter på 48 kilometer, på planeten Venus. Voynich har fått sitt namn efter författaren Ethel Voynich.